# (523706) 2014 HF200
2014 إتش أف 200 (ويعرف أيضًا باسم (523706) 2014 إتش أف 200 وفق تسمية الكوكب الصغير) (بالإنجليزية: 2014 HF200)‏ هو كويكب ضمن حزام الكويكبات؛ وترتيبه 523706 من حيث الاكتشاف.
اكتُشف هذا الجُرم الفلكي بواسطة مقراب بان ستارز في 2014.

## وصلات خارجية
- (523706) 2014 HF200 في قاعدة بيانات مختبر الدفع النفاث لأجرام النظام الشمسي الصغيرة

- الاكتشاف · مخطط المدار ·  العناصر المدارية · المعلمات المادية

- (523706) 2014 HF200 على موقع ويكي سكاي: DSS2, SDSS, GALEX, IRAS, Hydrogen α, X-Ray, Astrophoto, Sky Map, Articles and images

قالب:الكواكب الصغيرة: 523001–524000